# (34409) 2000 RB95
2000 RB95 (asteroide 34409) é um asteroide da cintura principal. Possui uma excentricidade de 0.06645830 e uma inclinação de 9.66857º.
Este asteroide foi descoberto no dia 4 de setembro de 2000 por LONEOS em Anderson Mesa.